# جریان کالیفرنیا

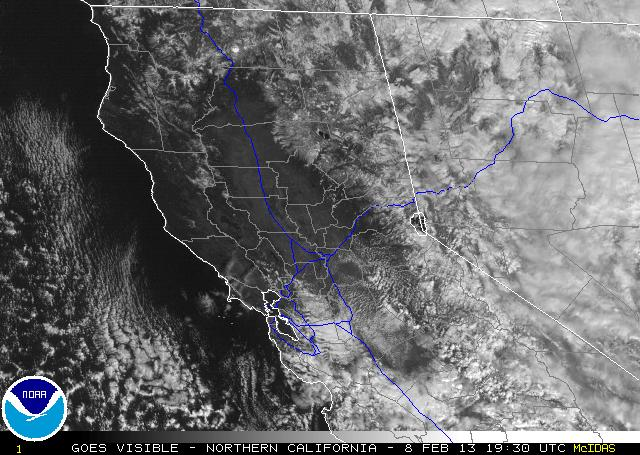
کمبود ابر در ساحل و دره مرکزی کالیفرنیا نتیجه وزش بادهای پسکرانه‌ای است که از نواحی خشک پسکرانه‌ای می‌وزند.

جریان کالیفرنیا (انگلیسی: California Current) یک جریان اقیانوسی در اقیانوس آرام است که در جهت جنوبی در امتداد ساحل غربی آمریکای شمالی گردش می‌کند. این جریان از جنوب بریتیش کلمبیا آغاز شده و در جنوب باخا کالیفرنیا پایان می‌گیرد.
جریان کالیفرنیا یکی از پنج جریان ساحلی عمده در جهان است که با نواحی خیزش آب در اقیانوس‌ها منطبق هستند. چهار جریان دیگر عبارت است از: جریان هامبالت، جریان قناری، جریان بنگوئلا و جریان سومالی.